# Museo del Paste
El Museo del Paste es un museo gastronómico ubicado en el Mineral del Monte, en el estado de Hidalgo (México). El museo busca difundir y promover el legado gastronómico e histórico del Paste.

## Historia

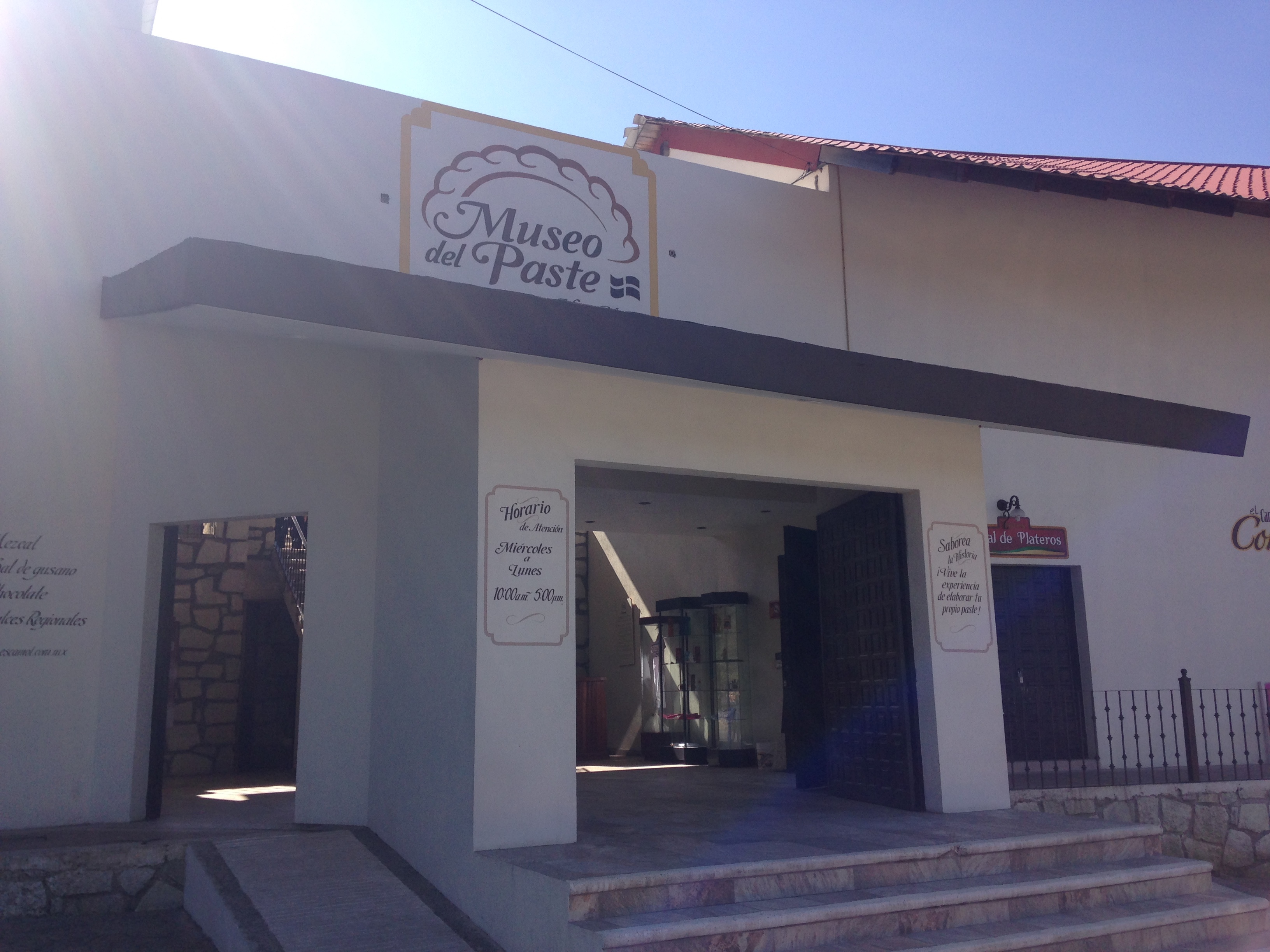
Entrada al museo.

El paste (del córnico “pasti” y en inglés “pasty”) es un alimento de origen británico introducido a la gastronomía hidalguense. Fue introducido a Hidalgo, por los ingenieros y las contratistas de Cornualles, Inglaterra que trabajaron en las minas en el siglo XIX.
El 11 de octubre de 2012 se inauguró el museo, en la ceremonia de apertura estuvieron presentes el comité del pueblo mágico de Mineral del Monte, el Secretario de Finanzas y Administración, el Secretario de Turismo y delegación inglesa.
El 12 de octubre de 2012, el Museo fue sede de la boda de dos ingleses, Joseph y Tania Williams, el primero es hijo Richard Williams, impulsor de fraternidad entre las culturas córnica y mexicana. La apertura del recinto se desarrolló en el Cuarto Festival Internacional del Paste.
El 2 de noviembre de 2014, el príncipe Carlos de Gales y su esposa Camila de Cornualles visitaron Pachuca de Soto y Mineral del Monte; en su recorrido por Real del Monte pasaron al museo, y al Panteón Inglés.
El proyecto del Geoparque Comarca Minera que busca dar valor al patrimonio geológico, minero, arqueológico y cultural de la región de la Comarca Minera; fue designado de manera oficial dentro de la Red global de geoparques de la Unesco, el 5 de mayo de 2017, quedando el Museo del Paste como uno de los treinta y un geositios del proyecto.
El 2 de septiembre de 2019 la embajadora del Reino Unido en México, Corin Jean Stella Robertson y el secretario de Turismo, Miguel Torruco Marqués; realizaron gira de trabajo por Real del Monte. Se realizó un recorrido por el Museo del Paste, donde se anunció la creación del Museo Minero dedicado a los inmigrantes británicos.

## Exhibiciones

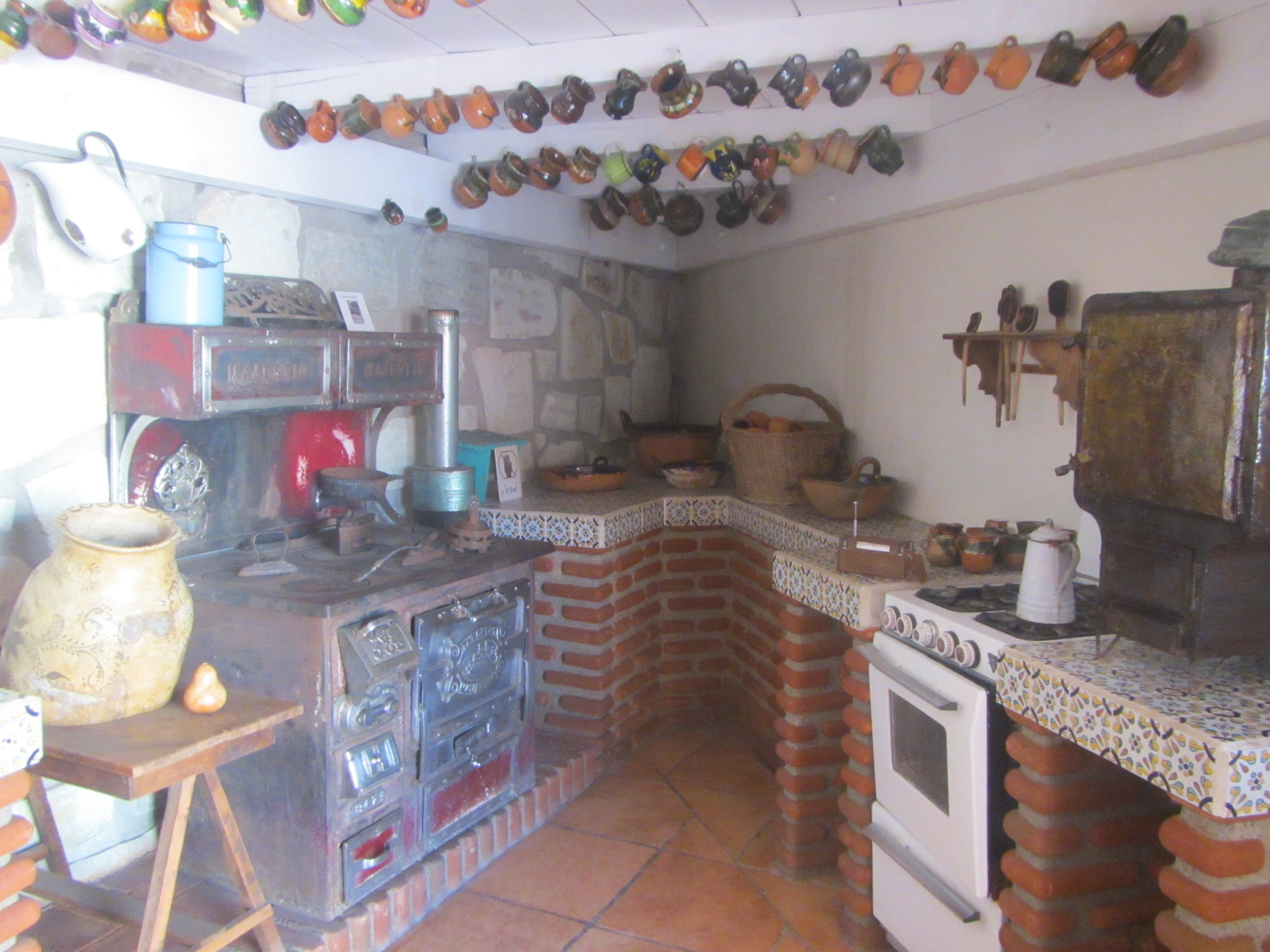
Sala de exhibición.

El museo cuenta con una Sala Audiovisual, donde se muestra un documental que enseña las diversas etapas mineras de la región y cómo esta influyó en la gastronomía con el paste. Una Sala Histórica donde se muestran fotografías, herramientas mineras y el legado retórico del paste. Una Sala de Cocina Tradicional donde se muestra la cocina tradicional con objetos y curiosidades.
Las Sala Cornish, donde se aprecia el impacto del paste y los mineros de la comunidad de Cornwall, Inglaterra. En el lugar también se acondicionó una cafetería, un área infantil y un área especial donde se explica a los visitantes cómo elaborar un paste y se les invita a hacerlo.